# Wissenschaftsinstitut Tokio

Logo des Wissenschaftsinstituts Tokio

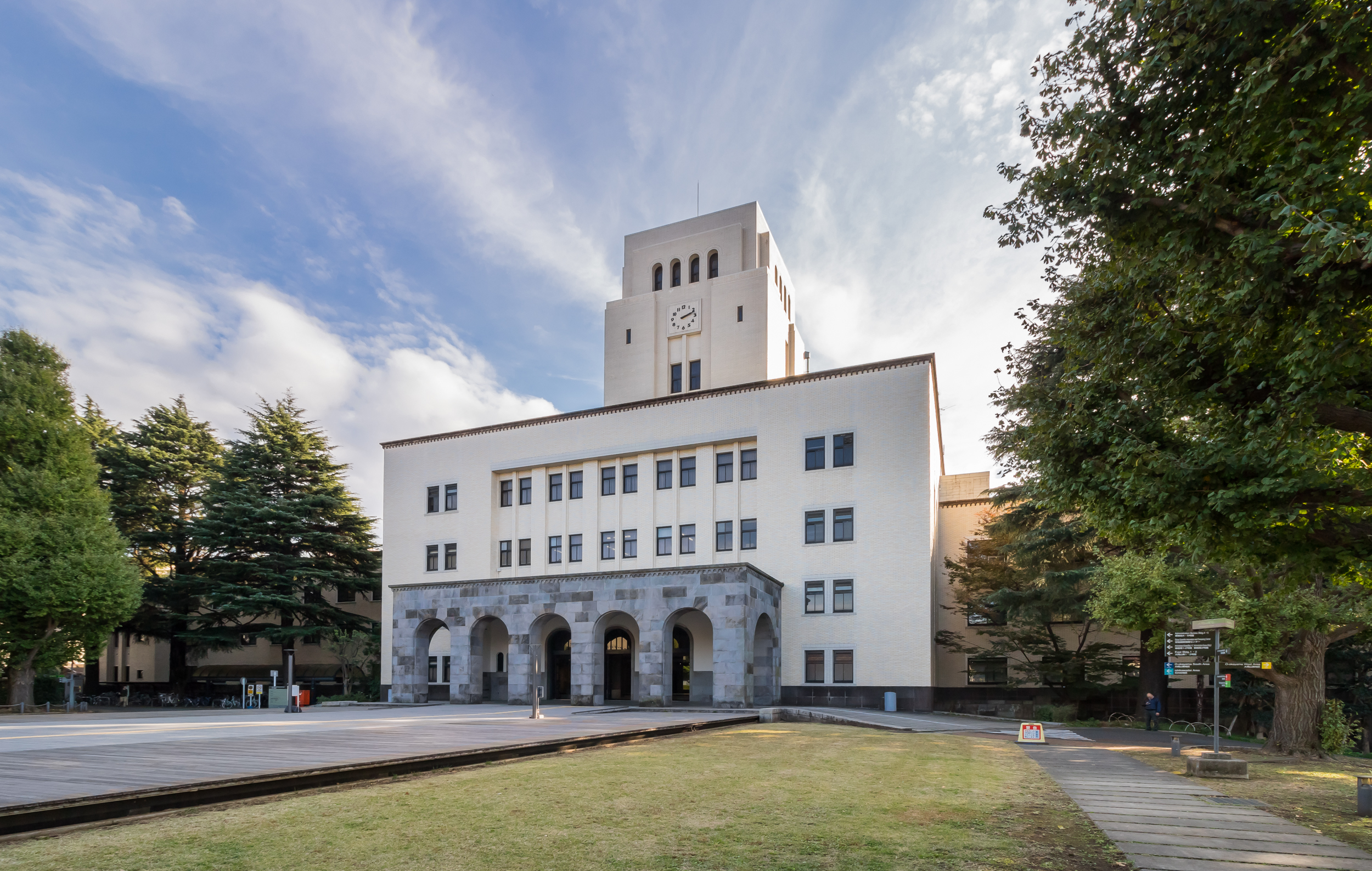
Hauptgebäude

Die Wissenschaftsinstitut Tokio (engl. Institute of Science Tokyo, Science Tokyo) ist der englische Name der Tōkyō kagaku daigaku (jap. 東京科学大学, „wissenschaftliche Hochschule Tokio“, kurz 科学大 Kagakudai), einer staatlichen technischen Hochschule in Japan. Der Hauptcampus liegt in Ōokayama, Meguro-ku, Tokio. Das Institut wurde am 1. Oktober 2024 durch eine Fusion zwischen dem Technikinstitut Tokio (engl. für die Tōkyō Kōgyō Daigaku, „technische Hochschule Tokio“) und der Medizinische und Zahnmedizinische Universität Tokio (TMDU) gegründet.

## Campus
Science Tokyo verfügt über sechs Standorte im Metropolregion Tokio, drei vom ehemaligen Tokyo Tech (Ookayama, Suzukakedai und Tamachi) und drei vom ehemaligen TMDU (Yushima, Kokufudai und Surugadai).

## Schulen und Abteilungen

### Abteilung für Wissenschaft und Technik
- Fakultät für Naturwissenschaftliche
- Ingenieurschule
- Fakultät für Technologie und chemische Materialien
- Fakultät für Informatik
- Fakultät für Biowissenschaften und Technologie
- Schule für Umwelt und Gesellschaft

### Abteilung für medizinische und zahnmedizinische Wissenschaften
- Fakultät für Medizinische
- Fakultät für Zahnmedizin
- Institut für Geisteswissenschaften
- Höhere Fakultät für medizinische und zahnmedizinische Wissenschaften
- Graduiertenschule für Gesundheitswissenschaften

## Personen

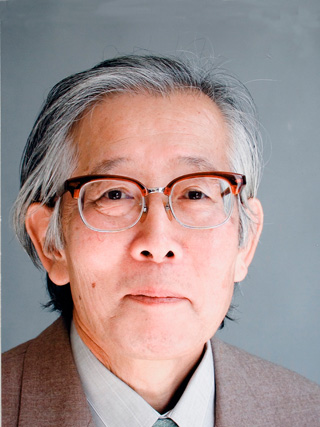
Hideki Shirakawa (白川 英樹), Absolvent der Tokyo Tech, Chemiker, Nobelpreis für Chemie 2000
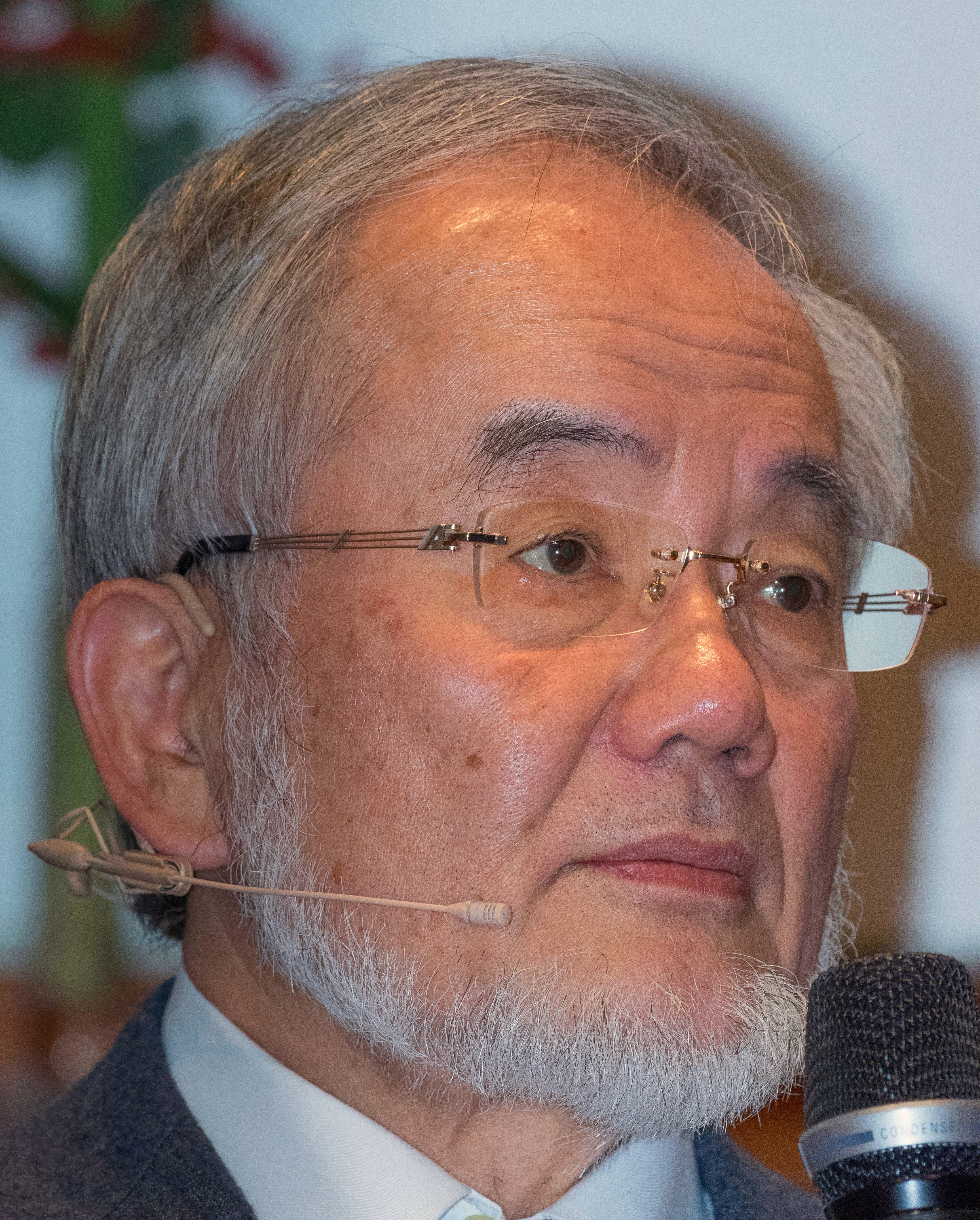
Yoshinori Ohsumi (大隅 良典), Professor, Zellbiologe, Nobelpreis für Physiologie oder Medizin 2016
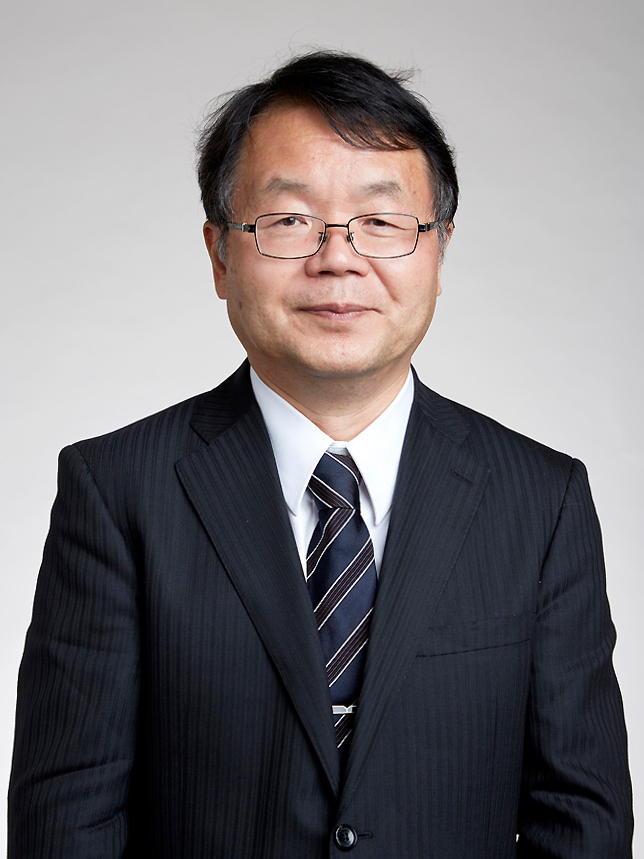
Hideo Hosono (細野 秀雄), Professor, Materialwissenschaftler, Entdecker von Supraleitern auf Eisenbasis
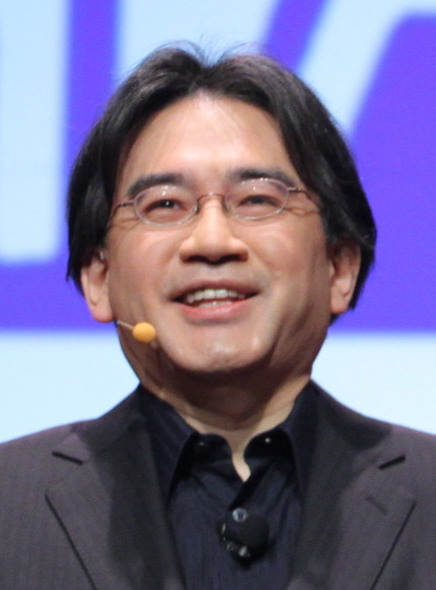
Satoru Iwata (岩田 聡), Absolvent der Tokyo Tech, CEO von Nintendo
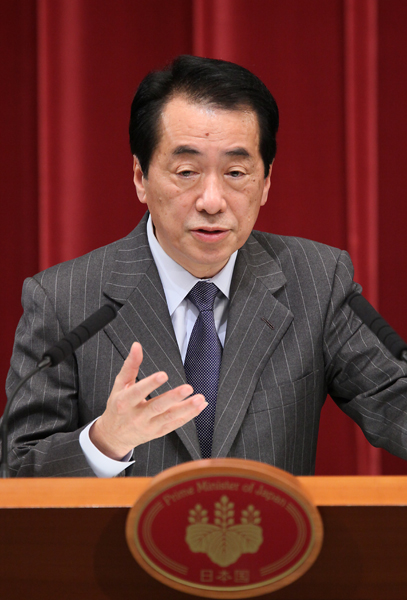
Naoto Kan (菅 直人), Absolvent der Tokyo Tech, 94. Premierminister Japans